# Искусство Бахрейна

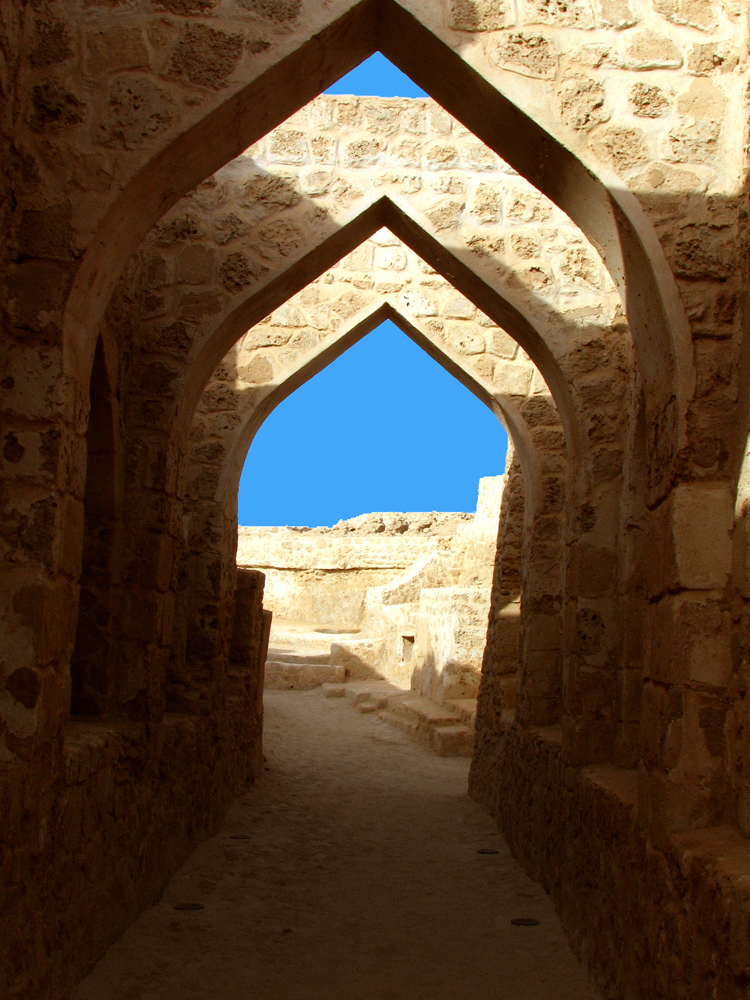
Бахрейнское крепостное зодчество

Искусство Бахрейна, будь то музыка, литература или архитектура, весьма схоже с искусством других стран Персидского залива. Это объясняется тем, что арабские племена с территории нынешней Саудовской Аравии, мигрируя в Бахрейн и другие регионы залива, приносили с собой свои традиции и обычаи, сохраняя при этом культурную общность. После обретения страной независимости в 1971 году и последовавшего за этим экономического подъема некоторые виды искусства, такие как живопись и музыка, получили новый импульс к развитию.

## Изобразительное искусство
Первые объединения деятелей искусства стали возникать в Бахрейне в 1950-х годах. Начало этому процессу положило создание «Клуба искусств и литературы» в 1952 году. Клуб служил местом встреч профессиональных и самодеятельных художников, музыкантов и актеров. В 1956 году, прошла первая выставка живописи в столице Бахрейна Манаме. Популярностью в то время пользовались художественные течения экспрессионизма и сюрреализма, а также искусство арабской каллиграфии. Стоит отметить, что большинство бахрейнских художников XX века обучались в Каире или Багдаде, культурных столицах арабского мира.
В 1983 году было основано Общество искусств Бахрейна. Его создание стало результатом обращения группы из 34 известнейших художников страны к правительству с просьбой о создании некоммерческой культурной организации. Общество организовывает выставки внутри и за пределами страны, а так же предоставляет желающим возможность обучаться арабской каллиграфии, живописи, дизайну интерьера и фотографии.
Правительство Бахрейна активно содействует развитию исламского искусства, для произведений которого был создан особый музей — Бейт Аль-Коран.
В последние десятилетия в Бахрейне приобрел популярность абстрактный экспрессионизм. В Национальном музее Бахрейна регулярно проходят выставки современного искусства.

### Художники
Наиболее известные бахрейнские художники XX века:
- Abdul Aziz bin Mohammed al Khalifa — экспрессионизм.
- Ahmed Qasim Sinni — экспрессионизм.
- Abdul Karim Orayyed (род. 1936) — экспрессионизм.
- Rashid Oraifi (род. 1949)- экспрессионизм.
- Nasser Yousif (род. 1940) — экспрессионизм.
- Rashid Swar (род. 1940) — экспрессионизм.
- Abdulla al Muharraqi (род. 1939) — экспрессионизм и сюрреализм.
- Abdul Latif Mufiz (род. 1950) — экспрессионизм.
- Badie al-Shaikh (род. 1955) — каллиграфия.
- Abdul-Elah al Arab (род. 1954) — каллиграфия.
- Jamal A. Rahim (род. 1965) — скульптура.
- Adel Mohamed Al-Abbasi — скульптура.
- Salman Mubarak AlNajem (род. 1992) — неоэкспрессионизм.
- Othman Khunji (род. 1983) — междисциплинарный художник-концептуалист

### Галереи
В Бахрейне имеется шесть крупных выставочных площадок:
- Albareh Art Gallery
- Al Riwaq Gallery
- The La fontaine centre of contemporary art
- Ella Art Gallery
- Nadine Gallery
- Seana Mercedes Mallen

## Архитектура

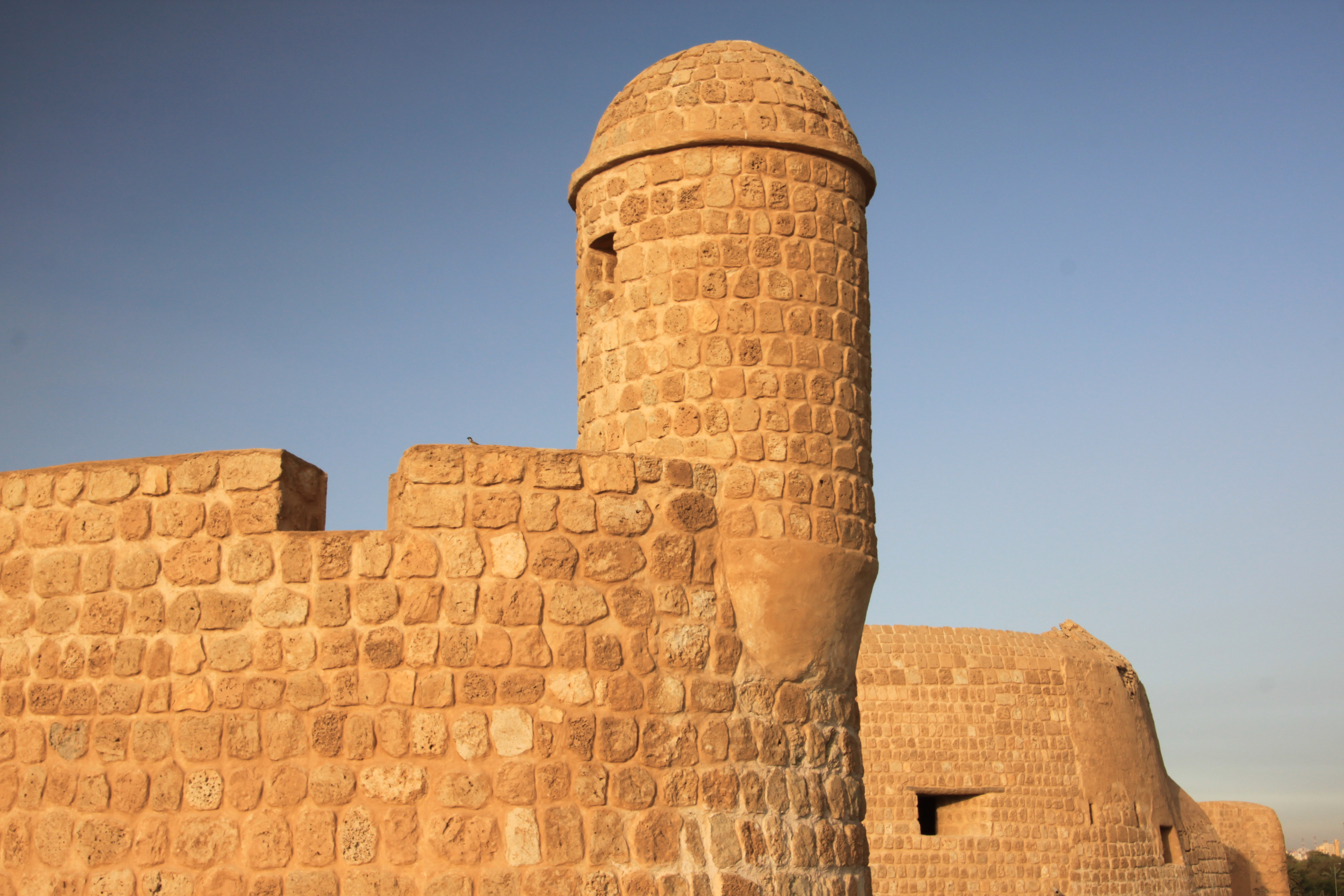
Крепость «Бахрейн»

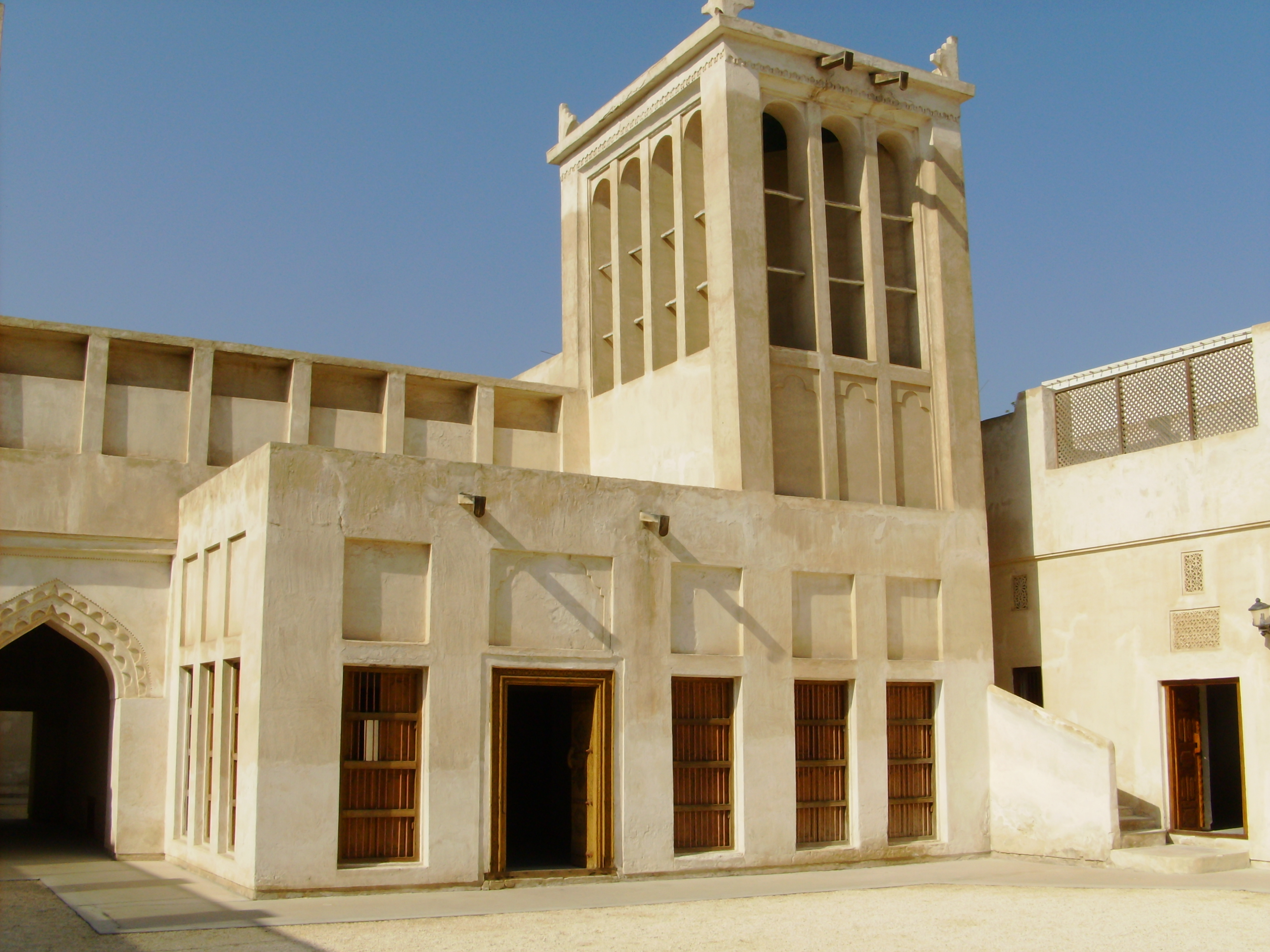
Башня особой конструкции для перенаправления ветра внутрь жилища

Что касается дошедших до наших дней средневековых построек Бахрейна, в первую очередь крепостей, то они выполнены в том же архитектурном стиле, что и другие фортификационные сооружения Персидского залива. В то же время архитектура бахрейнских жилых построек является уникальной для данного региона. «Ветровая башня», через которую осуществляется естественная вентиляция помещений дома, является типичным элементом старых зданий, особенно в старых районах городов Манама и Мухаррак.
Традиционный бахрейнский жилой дом строится по схеме «павильон вокруг двора». Как правило, в домах два внутренних дворика, что позволяет использовать один для приема гостей, в то время как другой служит для личных нужд самих жильцов. При планировке жилища принимаются во внимание сезонные изменениям климата в регионе, в частности на крыше возводятся особые конструкции, позволяющие захватывать летние бризы и перенаправлять их внутрь двора. Комнаты на нижних этажах имеют более толстые стены, что дает возможность использовать эти помещения во время прохладных зимних месяцев. Для спасения от сильной жары в летние месяцы при возведении стен применяются панели из скрепленного раствором кораллового щебня . Легкий и пористый коралл со слоями извести и гипса позволяет поддерживать в помещении комфортную температуру. Недостатком стен из коралла является их низкая прочность и уязвимость для воды, вследствие чего после сезона дождей подобные стены, как правило, нуждаются в ремонте.
После обретения страной независимости и нефтяного бума 1970-х годов, в деловых районах и дипломатическом квартале Манамы было построено множество офисных зданий из стекла и бетона в западном стиле.

## Ремесла

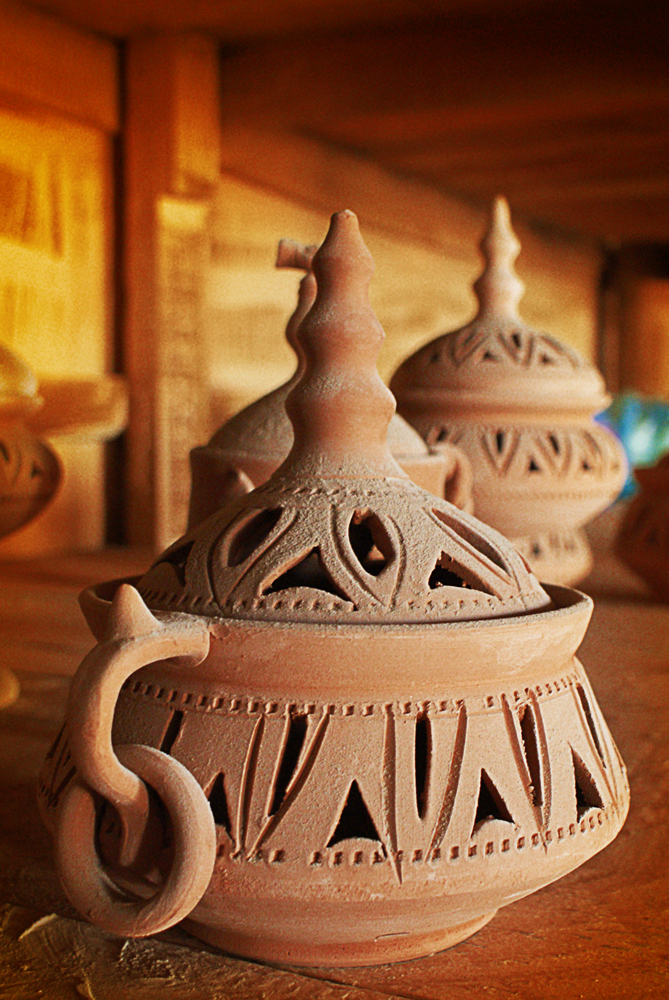
Произведение бахрейнского гончарного искусства

На протяжении всей истории Бахрейна среди жителей данного региона были широко распространены такие ремесла, как гончарное, кузнечное и ювелирное дело. В частности, изготовление украшений из меди и золота и инкрустация изделий этими металлами . Наряду с этим, в Бахрейне до сих пор сохраняется традиция плетения различных изделий из пальмовых листьев, особо характерная для деревень в районе столицы Манамы.

## Музыка и танцы

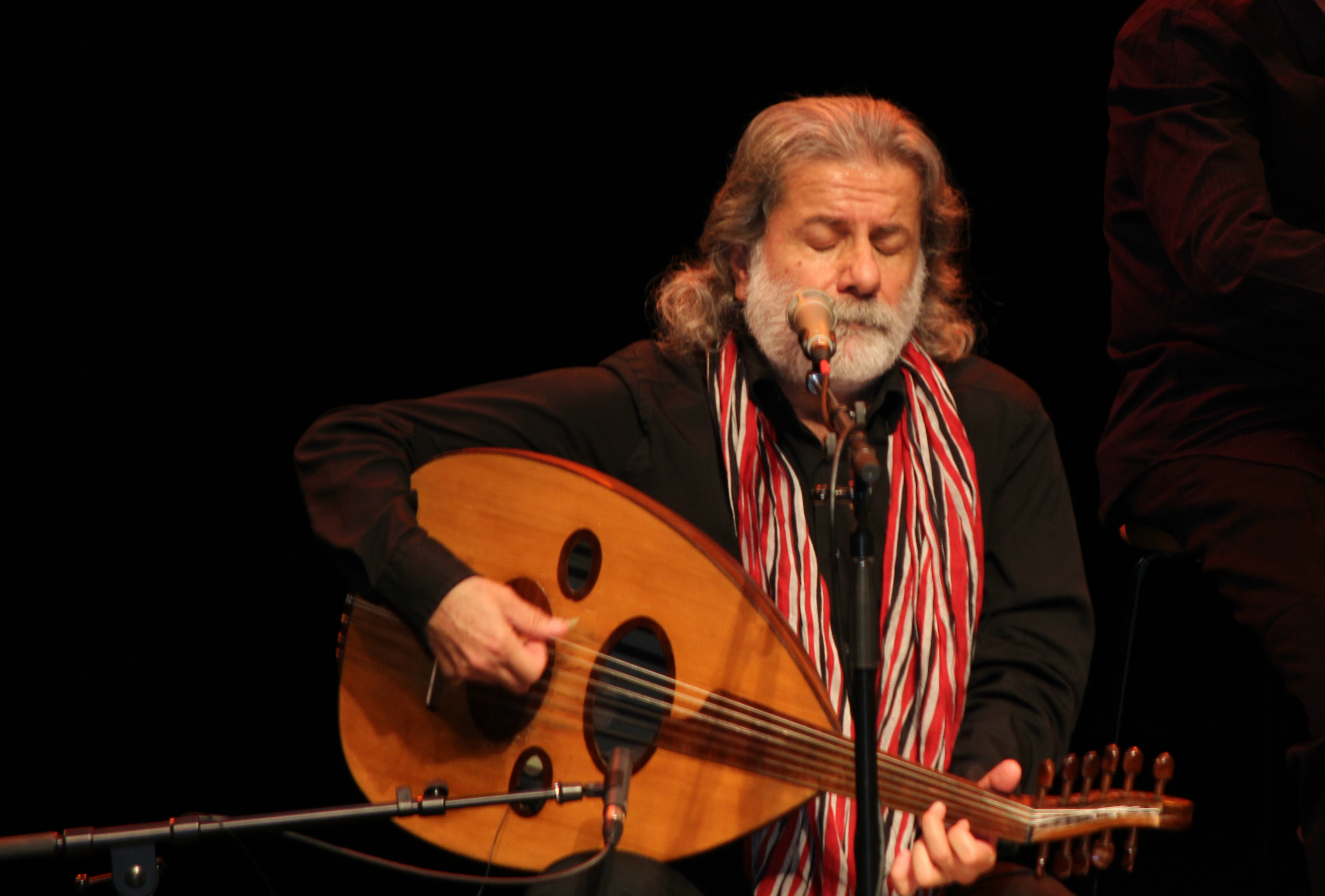
Музыкант с удом

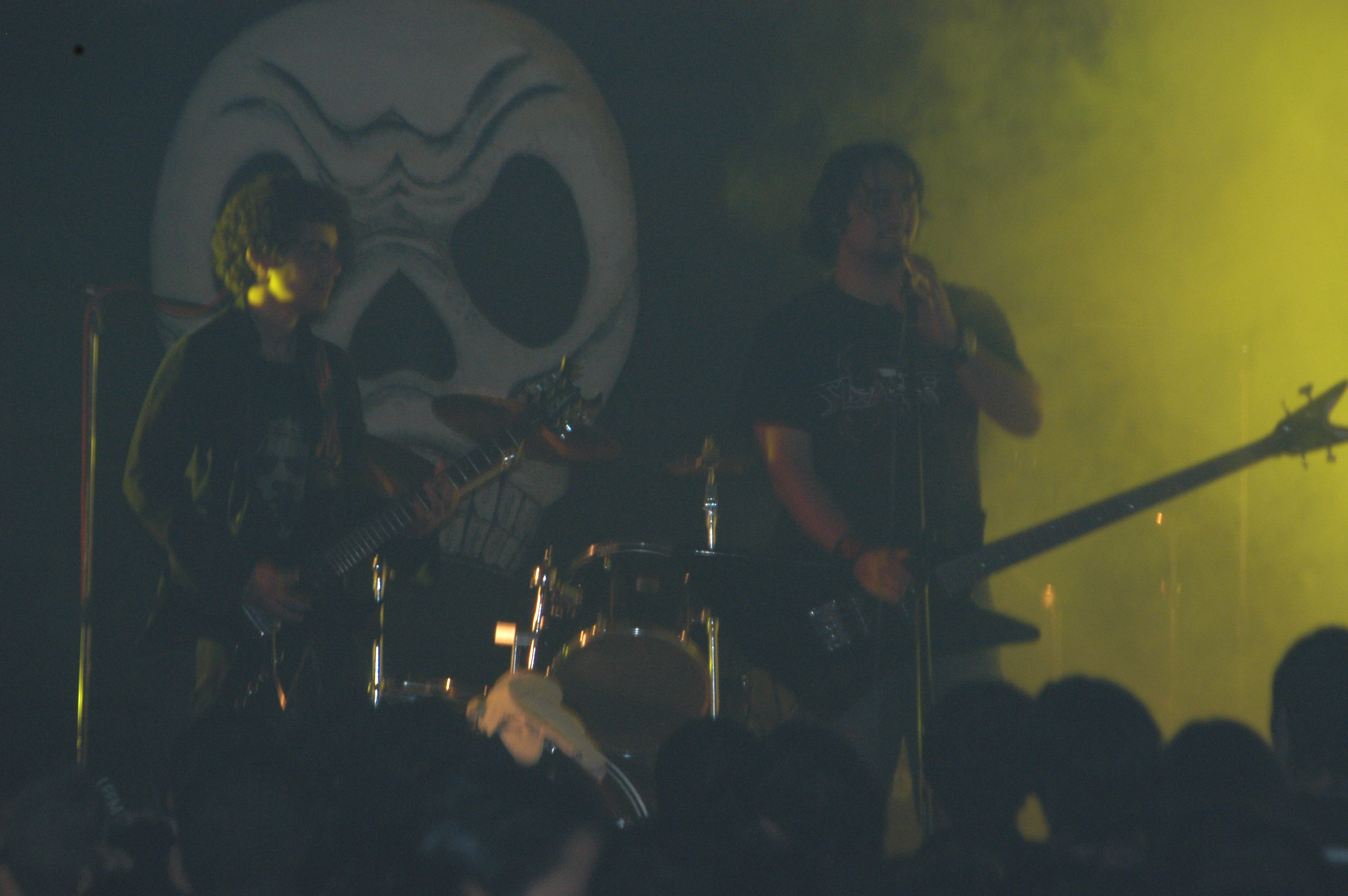
Выступление группы Motör Militia

Музыка Бахрейна так же является частью народных традиций Персидского залива. Наиболее популярным жанром является Саут — композиции исполняемые на трех инструментах: уд , ребаб и ударные. Саут сложился под влиянием африканской, индийской и персидской музыки. Наиболее известными исполнителями в данном жанре являются дуэт Султана Хамида Али Бахара (вокал) и Халида аш-Шейха (уд).
Вторым популярным в Бахрейне музыкальным жанром является Фиджри — песни ловцов жемчуга. Различают два типа песен: исполняемые на корабле и на берегу. Их исполнение включает в себя пение и хлопанье в ладоши под аккомпанемент барабанов. В этом жанре наибольшей известности добились певцы Салем Аллан и Ахмад Бутабания.
Третий тип музыки и танца — лива — существует в основном в общинах потомков переселенцев из Восточной Африки, проживающих в районе города Мухаррак.
Что касается других жанров, то в Бахрейне имеется несколько музыкальных групп, исполняющих хард-рок, трэш-металл , блэк-металл и ориентал-металл. Среди них следует отметить Narjahanam, Smouldering in Forgotten и Motör Militia.
Группа Osiris, исполняющая музыку в стиле прогрессивный рок с элементами бахрейнской народной музыки, достигла определенной международной известность в 1980-х.
Что касается танцев Бахрейна, то наиболее популярным является аль-Арда. Это народный мужской танец с саблями под аккомпанемент барабана, сопровождающийся пением.
Бахрейн стал первой страной Персидского залива, в которой была основана студия звукозаписи. Современные музыкальные учреждения в Бахрейне представлены Институтом музыки Бахрейна, Институтом классической музыки и национальным бахрейнским оркестром.

## Кино
Киноиндустрия в Бахрейне развита слабо, ввиду отсутствия поддержки со стороны государства и низкой заинтересованности частного сектора. За всю историю страны отдельными бахрейнскими режиссёрами было снято несколько десятков короткометражных и 5 полнометражных фильмов.
Основу репертуара кинотеатров в Бахрейне составляют индийские, американские и арабские фильмы. Киноклуб Бахрейна основан в Манаме 1980 году.